# Cole Swider
Cole Alexander Swider (Portsmouth, 8 maggio 1999) è un cestista statunitense, professionista nella NBA.

## Carriera
Dopo aver trascorso la carriera universitaria tra i Villanova Wildcats e i Syracuse Orange, nel 2022 si dichiara per il Draft NBA, non venendo tuttavia scelto; il 1º luglio viene firmato dai Los Angeles Lakers con un two-way contract.

## Statistiche

### NCAA
| Anno      | Squadra            | PG  | PT | MP   | TC%  | 3P%  | TL%  | RP  | AP  | PRP | SP  | PP   |
| --------- | ------------------ | --- | -- | ---- | ---- | ---- | ---- | --- | --- | --- | --- | ---- |
| 2018-2019 | Villanova Wildcats | 21  | 0  | 9,6  | 37,5 | 28,3 | 63,2 | 1,2 | 0,6 | 0,1 | 0,0 | 3,5  |
| 2019-2020 | Villanova Wildcats | 31  | 15 | 18,5 | 44,2 | 35,2 | 66,7 | 2,9 | 0,6 | 0,2 | 0,3 | 6,1  |
| 2020-2021 | Villanova Wildcats | 25  | 2  | 18,9 | 42,6 | 40,2 | 75,0 | 2,8 | 1,1 | 0,5 | 0,1 | 5,7  |
| 2021-2022 | Syracuse Orange    | 33  | 33 | 34,5 | 44,0 | 41,1 | 86,6 | 6,8 | 1,4 | 1,0 | 0,4 | 13,9 |
| Carriera  | Carriera           | 110 | 50 | 21,7 | 43,2 | 38,1 | 79,4 | 3,7 | 0,9 | 0,5 | 0,2 | 7,8  |

#### Massimi in carriera
- Massimo di punti: 36 vs North Carolina-Chapel Hill (28 febbraio 2022)[5]
- Massimo di rimbalzi: 14 vs Wake Forest (8 gennaio 2022)
- Massimo di assist: 6 vs Georgetown (11 dicembre 2021)
- Massimo di palle rubate: 5 vs Drexel (14 novembre 2021)
- Massimo di stoppate: 3 vs Villanova (7 dicembre 2021)
- Massimo di minuti giocati: 43 vs North Carolina-Chapel Hill (28 febbraio 2022)

### NBA

#### Regular season
| Anno      | Squadra     | PG | PT | MP  | TC%  | 3P%  | TL% | RP  | AP  | PRP | SP  | PP  |
| --------- | ----------- | -- | -- | --- | ---- | ---- | --- | --- | --- | --- | --- | --- |
| 2022-2023 | L.A. Lakers | 7  | 0  | 5,9 | 33,3 | 37,5 | -   | 1,0 | 0,6 | 0,0 | 0,0 | 1,3 |
| 2023-2024 | Miami Heat  | 18 | 0  | 4,8 | 39,5 | 33,3 | 100 | 0,4 | 0,3 | 0,1 | 0,1 | 2,3 |
| Carriera  | Carriera    | 25 | 0  | 5,1 | 38,3 | 34,2 | 100 | 0,6 | 0,4 | 0,0 | 0,0 | 2,0 |

#### Massimi in carriera
- Massimo di punti: 6 vs Denver Nuggets (9 gennaio 2023)[6]
- Massimo di rimbalzi: 5 vs Denver Nuggets (9 gennaio 2023)
- Massimo di assist: 3 vs Denver Nuggets (9 gennaio 2023)
- Massimo di palle rubate: -
- Massimo di stoppate: -
- Massimo di minuti giocati: 25 vs Denver Nuggets (9 gennaio 2023)

### G League
| Anno      | Squadra           | PG | PT | MP   | TC%  | 3P%  | TL%  | RP  | AP  | PRP | SP  | PP   |
| --------- | ----------------- | -- | -- | ---- | ---- | ---- | ---- | --- | --- | --- | --- | ---- |
| 2022-2023 | South Bay Lakers  | 31 | 19 | 27,4 | 49,9 | 42,9 | 84,2 | 4,7 | 1,7 | 0,7 | 0,3 | 15,9 |
| 2023-2024 | S. Falls Skyforce | 21 | 21 | 38,3 | 48,5 | 47,1 | 84,6 | 7,5 | 2,9 | 0,8 | 0,4 | 24,5 |
| Carriera  | Carriera          | 52 | 40 | 31,8 | 49,2 | 45,0 | 84,5 | 5,9 | 2,2 | 0,8 | 0,3 | 19,4 |